# Hildegardkapelle

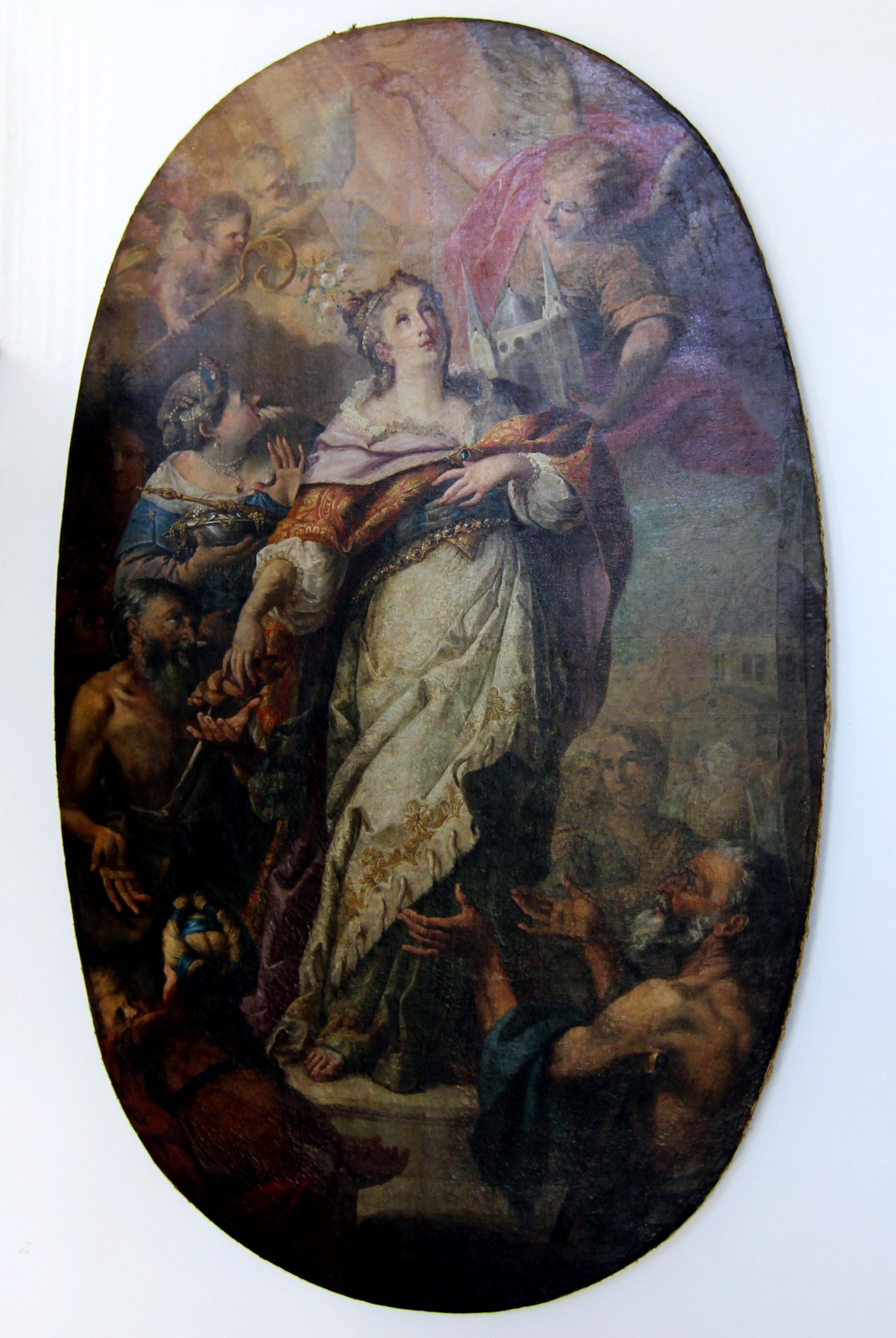
Gemälde, wahrscheinlich Altarblatt aus der 1804 abgebrochenen Hildegardkapelle: Es zeigt Hildegard als Kirchenstifterin

Die Hildegardkapelle war ein Wallfahrtsort in Erinnerung an Hildegard, die Gemahlin des späteren Kaisers Karl des Großen, in Kempten (Allgäu).  Die letzte Kapelle wurde 1670 erbaut und 1804 abgebrochen. Die Kapellen waren stets im Klosterareal des Stifts Kempten gelegen.

## Geschichte
Im Spätmittelalter wurde behauptet und mit gefälschten Chroniken belegt, dass Hildegard in Kempten bestattet worden sei bzw. zunächst in Metz, dem tatsächlichen Bestattungsort, beerdigt und später, ihrem letzten Willen entsprechend, nach Kempten umgebettet worden sei. Die Grabkapelle entwickelte sich in Kempten zu einem Wallfahrtsort, weil Mirakelbücher überliefert sind, in denen von Wundern berichtet wird, die auf Hildegard zurückzuführen seien.
Die ursprünglich in oder an der alten Klosterkirche St. Maria konzipierte und als Wallfahrtsort öffentlich zugängliche Grabkapelle wurde während des Dreißigjährigen Krieges zerstört. In der Barockzeit wurde 1670 unter Johann Serro im östlichen Innenhof, dem ursprünglichen Konventhof der Fürstäbtlichen Residenz, eine neue Kapelle errichtet. In dem westlichen Innenhof befand sich die Marienkapelle.
Die Erbauung der Kapelle kostete 350 Gulden und wurde durch den Fürstabt Bernhard Gustav von Baden-Durlach veranlasst, um Hildegard auch fortan zu ehren.
1804, also nach der Säkularisation und der Umnutzung der Residenz zu einer Schlosskaserne, wurde die Hildegardkapelle auf Abbruch erworben. Der Käufer, der Postmeister Kolb, musste für das Einebnen des Kapellengrundes sorgen.

## Grabdarstellungen
In einer Kemptener Chronik, der sogenannten Karlschronik, aus der Zeit von etwa 1500, die Johannes Birk zugeschrieben wird, befinden sich Darstellungen, die sich mit dem Grab von Hildegard in Kempten befassen.

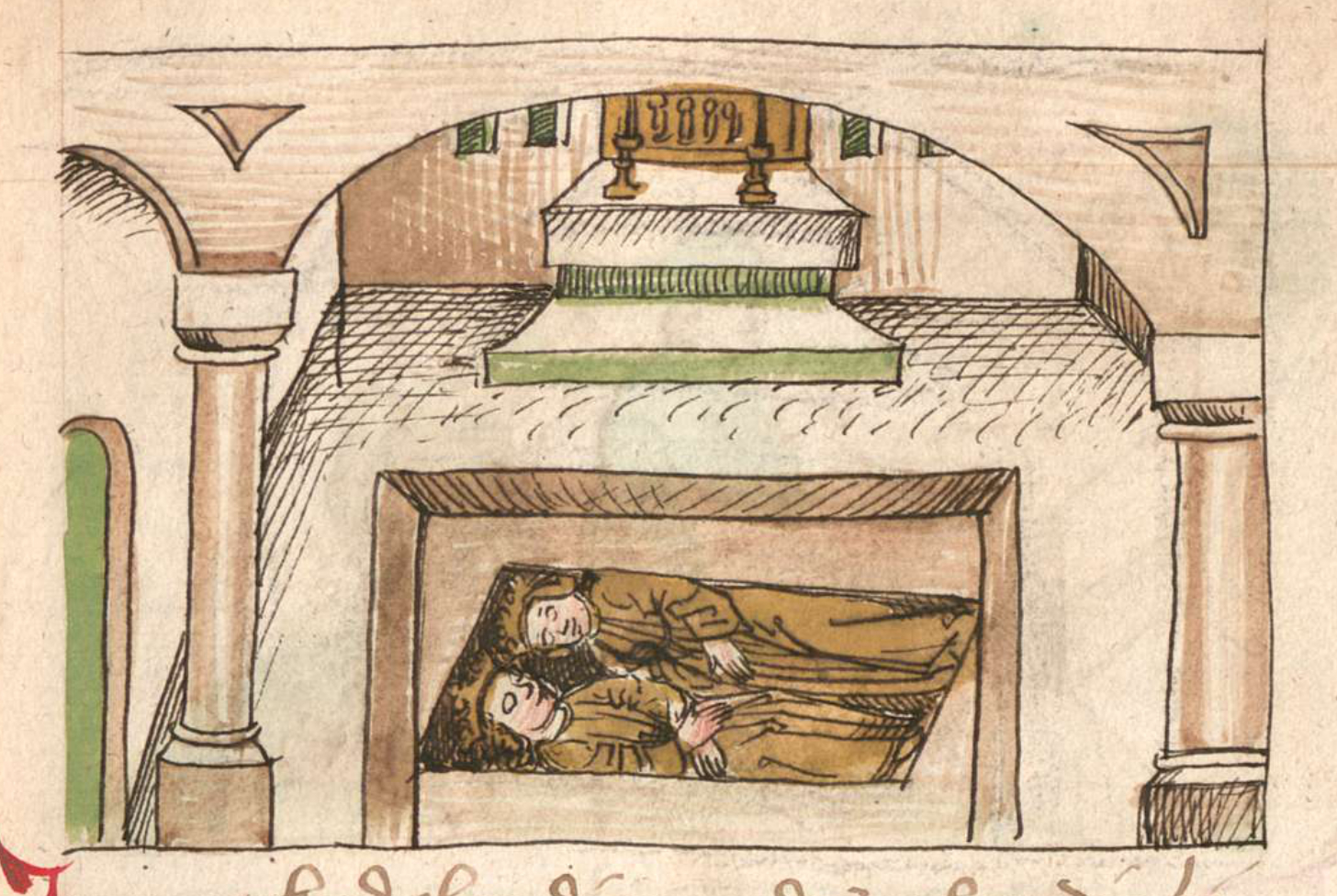
Neben Hildegard liegt ihr Sohn Ludwig der Fromme, der nach der Chronik neben seiner Mutter begraben wurde.
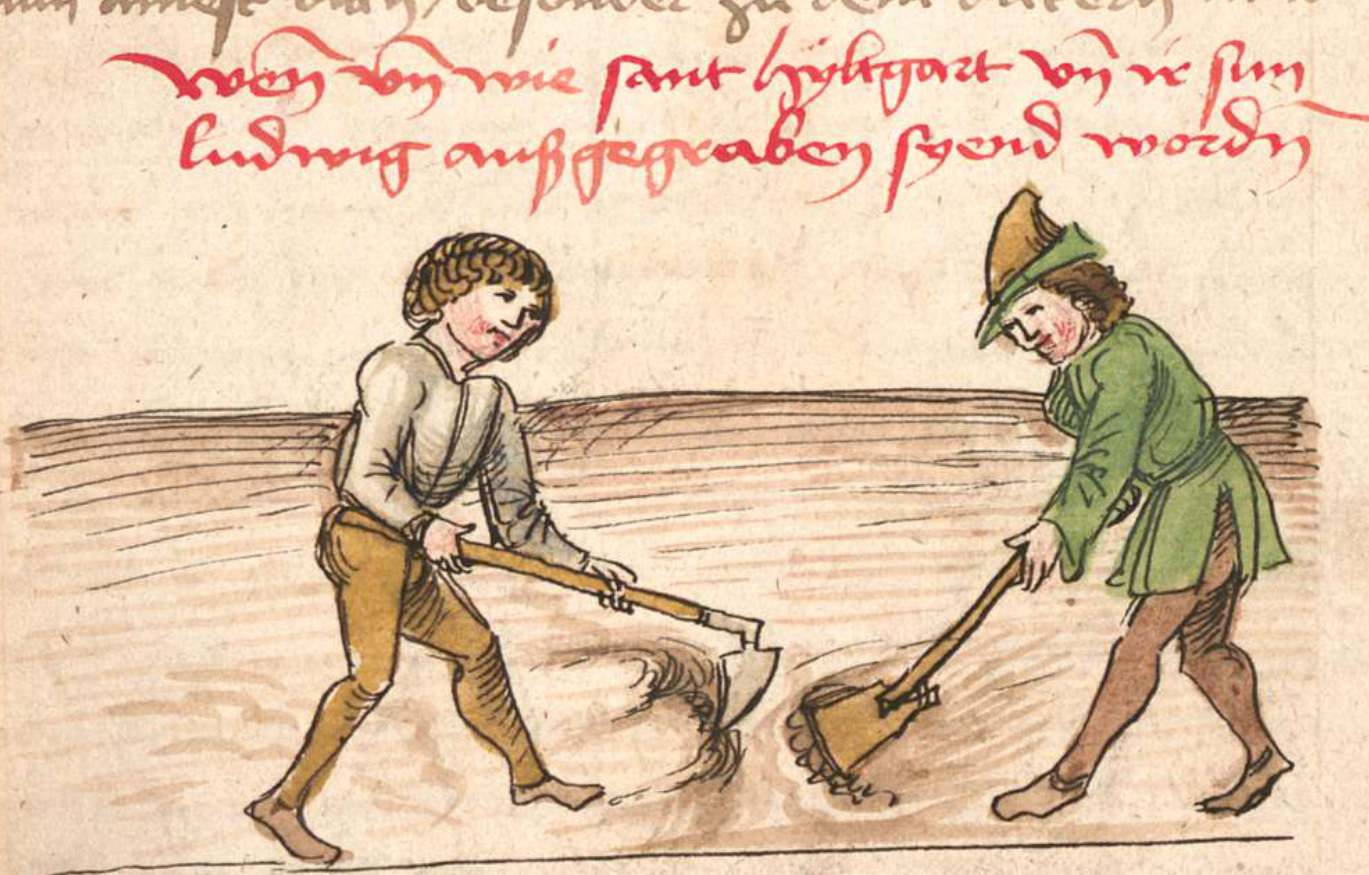
Zwei Personen suchen die Begräbnisstätte Hildegards und ihres Sohnes Ludwig des Frommen.